# Футбол на літніх Олімпійських іграх 2020 — кваліфікація (чоловіки)
У чоловічому турнірі з футболу на літніх Олімпійських іграх 2020 року візьме участь 16 команд. Однією з них буде команда-господарка, збірна Японії. Решту 15 збірних визначено за підсумками турнірів у шести окремих континентальних конфедераціях.

## Таблиця
| Спосіб кваліфікації                         | Пос.  | Строки1                    | Місце1              | Квоти | Кваліфікувались                            |
| ------------------------------------------- | ----- | -------------------------- | ------------------- | ----- | ------------------------------------------ |
| Країна-господарка                           | [ 2 ] | 7 вересня 2013             | Буенос-Айрес        | 1     | Японія                                     |
| молодіжний чемпіонат Європи з футболу 2019  | [ 3 ] | 16–30 червня 2019          | Італія · Сан-Марино | 4     | Франція Німеччина Румунія Іспанія          |
| Океанський кваліфікаційний турнір 2019      | [ 4 ] | 21 вересня – 5 жовтня 2019 | Фіджі               | 1     | Нова Зеландія                              |
| Молодіжний чемпіонат Африки 2019            | [ 5 ] | 8–22 листопада 2019        | Єгипет              | 3     | Єгипет Кот-д'Івуар ПАР                     |
| Молодіжний чемпіонат Азії 2020              | [ 6 ] | 8–26 січня 2020            | Таїланд             | 3     | Австралія Саудівська Аравія Південна Корея |
| Олімпійській відбірний турнір CONMEBOL 2020 | [ 7 ] | 18 січня – 9 лютого 2020   | Колумбія            | 2     | Аргентина Бразилія                         |
| Олімпійський відбірний турнір CONCACAF 2020 | [ 8 ] | 18–30 березня 2021         | Мексика             | 2     | Гондурас Мексика                           |
| Загалом                                     |       |                            |                     | 16    |                                            |

- ↑ Дати і місця наведено для фінальних турнірів (або фінального раунду кваліфікаційних турнірів), їм можуть передувати матчі різних кваліфікаційних стадій у різних місцях.

## Молодіжний чемпіонат Європи з футболу 2019

### Команди, що кваліфікувались
| Команда   | Спосіб кваліфікації | Строки кваліфікації | Участь за ліком | Остання участь       | Попередній найкращий результат             |
| --------- | ------------------- | ------------------- | --------------- | -------------------- | ------------------------------------------ |
| Італія    | Господарі           | 9 грудня 2016       | 20-та           | 2017 (півфінал)      | Чемпіони (1992, 1994, 1996, 2000, 2004)    |
| Іспанія   | Переможці Групи 2   | 6 вересня 2018      | 14-та           | 2017 (2-ге місце)    | Чемпіони (1986, 1998, 2011, 2013)          |
| Франція   | Переможці Групи 9   | 7 вересня 2018      | 9-та            | 2006 (півфінал)      | Чемпіони (1988)                            |
| Англія    | Переможці Групи 4   | 11 жовтня 2018      | 15-та           | 2017 (півфінал)      | Чемпіони (1982, 1984)                      |
| Сербія    | Переможці Групи 7   | 12 жовтня 2018      | 11-та[SRB]      | 2017 (груповий етап) | Чемпіони (1978) (як Югославія)[SRB]        |
| Німеччина | Переможці Групи 5   | 12 жовтня 2018      | 12-та           | 2017 (чемпіони)      | Чемпіони (2009, 2017)                      |
| Хорватія  | Переможці Групи 1   | 15 жовтня 2018      | 3-тя            | 2004 (груповий етап) | Груповий етап (2000, 2004)                 |
| Данія     | Переможці Групи 3   | 16 жовтня 2018      | 8-ма            | 2017 (груповий етап) | Півфінал (1992, 2015)                      |
| Бельгія   | Переможці Групи 6   | 16 жовтня 2018      | 3-тя            | 2007 (півфінал)      | Півфінал (2007)                            |
| Румунія   | Переможці Групи 8   | 16 жовтня 2018      | 2-га            | 1998 (чвертьфінал)   | Чвертьфінал (1998)                         |
| Польща    | Переможці Плей-оф   | 20 листопада 2018   | 7-ма            | 2017 (груповий етап) | Чвертьфінал (1982, 1984, 1986, 1992, 1994) |
| Австрія   | Переможці Плей-оф   | 20 листопада 2018   | 1-ша            | —                    | Дебют                                      |

Примітки
1. ^ a b Кількість участей враховує 4 як Югославія і 2 як Сербія і Чорногорія. Попередній найкращий результат як Сербія - 2-ге місце (2007).

## Молодіжний чемпіонат Африки з футболу 2019

### Команди, що кваліфікувались
| Команда            | Участь за ліком | Попередній найкращий результат |
| ------------------ | --------------- | ------------------------------ |
| Єгипет (господарі) | 3-тя            | 3-тє місце (2011)              |
| Камерун            | 1-ша            | Дебют                          |
| Гана               | 1-ша            | Дебют                          |
| Кот-д'Івуар        | 2-га            | Груповий етап (2011)           |
| Малі               | 2-га            | Груповий етап (2015)           |
| Нігерія            | 3-тя            | Чемпіони (2015)                |
| ПАР                | 3-тя            | 3-тє місце (2015)              |
| Замбія             | 2-га            | Груповий етап (2015)           |

## Молодіжний чемпіонат Азії з футболу 2020

### Команди, що кваліфікувались
| Команда           | Спосіб кваліфікації  | Участь за ліком | Попередній найкращий результат   |
| ----------------- | -------------------- | --------------- | -------------------------------- |
| Таїланд           | Господарі            | 3-тя            | Груповий етап (2016, 2018)       |
| Катар             | Переможці Групи A    | 3-тя            | 3-тє місце (2018)                |
| Бахрейн           | Переможці Групи B    | 1-ша            | Дебют                            |
| Ірак              | Переможці Групи C    | 4-та            | Чемпіони (2013)                  |
| ОАЕ               | Переможці Групи D    | 3-тя            | Чвертьфінали (2013, 2016)        |
| Йорданія          | Переможці Групи E    | 4-та            | 3-тє місце (2013)                |
| Узбекистан        | Переможці Групи F    | 4-та            | Чемпіони (2018)                  |
| Північна Корея    | Переможці Групи G    | 4-та            | Чвертьфінали (2016)              |
| Південна Корея    | Переможці Групи H    | 4-та            | 2-ге місце (2016)                |
| Японія            | Переможці Групи I    | 4-та            | Чемпіони (2016)                  |
| КНР               | Переможці Групи J    | 4-та            | Груповий етап (2013, 2016, 2018) |
| В'єтнам           | Переможці Групи K    | 3-тя            | 2-ге місце (2018)                |
| Австралія         | 2-ге місце в Групі H | 4-та            | Чвертьфінали (2013)              |
| Іран              | 2-ге місце в Групі C | 3rd             | Чвертьфінали (2016)              |
| Сирія             | 2-ге місце в Групі E | 4-та            | Чвертьфінали (2013)              |
| Саудівська Аравія | 2-ге місце в Групі D | 4-та            | 2-ге місце (2013)                |

Примітки:
1. 1 2 3 4  На фінальний турнір кваліфікувались чотири найкращі команди, що посіли друге місце у своїх групах.

## Олімпійській відбірний турнір CONMEBOL 2020
- Аргентина
- Болівія
- Бразилія
- Чилі
- Колумбія
- Еквадор
- Парагвай
- Перу
- Уругвай
- Венесуела